# 荒野之地 (书)
《荒野之地》（英語：The Wild Places）是英国作家罗伯特·麦克法兰于2007年出版的书，描述作者探索和记录不列顛群島上残存荒野的旅程。全书分为15章，分別描述麦克法兰前往某一特定荒野地区的旅程，例如“岛屿”、“山谷”和“荒野”等。